# Edwardsia perdita
Edwardsia perdita is een zeeanemonensoort uit de familie van de Edwardsiidae. De wetenschappelijke naam van de soort is voor het eerst geldig gepubliceerd in 1981 door Williams.